# Lijst van gemeentelijke monumenten in Deventer (gemeente)
De gemeente Deventer kent 584 gemeentelijke monumenten (mei 2013), hieronder een overzicht.

## Bathmen
De plaats Bathmen kent 41 gemeentelijke monumenten:
| Object                             | Bouwjaar | Architect | Locatie              | Coördinaten                   | Nr.   | Afbeelding                         |
| ---------------------------------- | -------- | --------- | -------------------- | ----------------------------- | ----- | ---------------------------------- |
| Boerderij                          |          |           | Apenhuizerenkweg 2   | 52° 15' 34" NB, 6° 18' 44" OL | 0150/ | Boerderij                          |
| Schaapskooi                        |          |           | Apenhuizerenkweg 2a  | 52° 15' 37" NB, 6° 18' 47" OL | 0150/ | Schaapskooi                        |
|                                    |          |           | Apenhuizerweg 7      | 52° 15' 28" NB, 6° 18' 9" OL  | 0150/ |                                    |
|                                    |          |           | Apenhuizerweg 9      | 52° 15' 30" NB, 6° 18' 2" OL  | 0150/ |                                    |
|                                    |          |           | Baarhorsterdijk 7    | 52° 14' 45" NB, 6° 19' 26" OL | 0150/ |                                    |
|                                    |          |           | Baarhorsterdijk 7a   | 52° 14' 44" NB, 6° 19' 26" OL | 0150/ |                                    |
| Erve Blankena                      |          |           | Blankenadijk 1       | 52° 13' 49" NB, 6° 18' 12" OL | 0150/ | Erve Blankena                      |
|                                    |          |           | Boersenk 4           | 52° 13' 54" NB, 6° 18' 4" OL  | 0150/ |                                    |
|                                    |          |           | Braakmanssteeg 2     | 52° 14' 17" NB, 6° 18' 45" OL | 0150/ |                                    |
|                                    |          |           | Bronsvoorderdijk 12  | 52° 14' 21" NB, 6° 19' 47" OL | 0150/ |                                    |
|                                    |          |           | Bronsvoorderdijk 14  | 52° 14' 24" NB, 6° 19' 55" OL | 0150/ |                                    |
|                                    |          |           | Bronsvoorderdijk 14A | 52° 14' 25" NB, 6° 19' 57" OL | 0150/ |                                    |
|                                    |          |           | Bussinksweg 3        | 52° 16' 33" NB, 6° 19' 57" OL | 0150/ |                                    |
|                                    |          |           | Deventerweg ong.     | 52° 14' 56" NB, 6° 15' 46" OL | 0150/ |                                    |
|                                    |          |           | Diepenmarsweg 5      | 52° 15' 16" NB, 6° 18' 53" OL | 0150/ |                                    |
| Hervormde pastorie                 |          |           | Dorpsstraat 6        | 52° 15' 5" NB, 6° 17' 10" OL  | 0150/ | Meer afbeeldingen                  |
|                                    |          |           | Hoogesteeg 5         | 52° 14' 4" NB, 6° 17' 44" OL  | 0150/ |                                    |
|                                    |          |           | Hoogesteeg 7         | 52° 13' 59" NB, 6° 17' 44" OL | 0150/ |                                    |
| Westerhuis, voormalig gemeentehuis |          |           | Kerkplein 1          | 52° 15' 3" NB, 6° 17' 10" OL  | 0150/ | Westerhuis, voormalig gemeentehuis |
| Villa Macamalo                     |          |           | Koekendijk 2         | 52° 15' 5" NB, 6° 17' 18" OL  | 0150/ | Villa Macamalo                     |
|                                    |          |           | Looweg 1             | 52° 15' 5" NB, 6° 17' 20" OL  | 0150/ |                                    |
|                                    |          |           | Looweg 53            | 52° 15' 13" NB, 6° 18' 44" OL | 0150/ |                                    |
|                                    |          |           | Looweg 57            | 52° 15' 11" NB, 6° 19' 9" OL  | 0150/ |                                    |
|                                    |          |           | Maatboersweg 2       | 52° 16' 7" NB, 6° 20' 49" OL  | 0150/ |                                    |
|                                    |          |           | Menopsweg 2          | 52° 15' 7" NB, 6° 19' 18" OL  | 0150/ |                                    |
|                                    |          |           | Oerbosdijk 1         | 52° 14' 54" NB, 6° 19' 30" OL | 0150/ |                                    |
|                                    |          |           | Oudendijk 10         | 52° 15' 28" NB, 6° 22' 21" OL | 0150/ |                                    |
|                                    |          |           | Paalmansweg 9        | 52° 15' 57" NB, 6° 19' 36" OL | 0150/ |                                    |
|                                    |          |           | Rossemansweg 3       | 52° 14' 8" NB, 6° 18' 29" OL  | 0150/ |                                    |
|                                    |          |           | Scheperboersweg 1    | 52° 15' 12" NB, 6° 20' 21" OL | 0150/ |                                    |
|                                    |          |           | Schipbeeksweg 31     | 52° 14' 60" NB, 6° 17' 32" OL | 0150/ |                                    |
|                                    |          |           | Schouwenbergsweg 1   | 52° 15' 32" NB, 6° 19' 26" OL | 0150/ |                                    |
|                                    |          |           | Steginksweg 2        | 52° 14' 25" NB, 6° 16' 56" OL | 0150/ |                                    |
| Boerderij                          |          |           | Traasterdijk 7       | 52° 15' 19" NB, 6° 17' 26" OL | 0150/ | Boerderij                          |
|                                    |          |           | Veenweg 4            | 52° 15' 4" NB, 6° 21' 45" OL  | 0150/ |                                    |
|                                    |          |           | Veldkampsteeg 10     | 52° 14' 13" NB, 6° 17' 30" OL | 0150/ |                                    |
|                                    |          |           | Veldkampsteeg 10a    | 52° 14' 13" NB, 6° 17' 32" OL | 0150/ |                                    |
|                                    |          |           | Veldkampsteeg 14     | 52° 14' 17" NB, 6° 17' 49" OL | 0150/ |                                    |
|                                    |          |           | Woertmansweg 5       | 52° 14' 47" NB, 6° 16' 32" OL | 0150/ |                                    |
|                                    |          |           | Zuidlooërweg 4       | 52° 13' 53" NB, 6° 18' 27" OL | 0150/ |                                    |
|                                    |          |           | Zuidlooërweg 9       | 52° 13' 56" NB, 6° 18' 48" OL | 0150/ |                                    |

## Deventer
De plaats Deventer kent 451 gemeentelijke monumenten, zie de lijst van gemeentelijke monumenten in Deventer (plaats)

## Diepenveen
De plaats Diepenveen kent 38 gemeentelijke monumenten:
| Object | Bouwjaar                                     | Architect      | Locatie                                   | Coördinaten                   | Nr.           | Afbeelding |
| --- | -------------------------------------------- | -------------- | ----------------------------------------- | ----------------------------- | ------------- | --- |
| Katerstede De Timmer | ca. 1820                                     |                | Averlose Houtweg 20                       | 52° 17' 49" NB, 6° 11' 33" OL | 0150/         | Katerstede De Timmer |
| Villa Boschoord |                                              |                | Boxbergerweg 58                           | 52° 18' 3" NB, 6° 9' 45" OL   | 0150/DEV01009 | Villa Boschoord |
| Boerderijtje met steltenberg op landgoed Overvelde | ca. 1850                                     |                | Boxbergerweg 60                           | 52° 18' 11" NB, 6° 9' 48" OL  | 0150/DEV01010 | Boerderijtje met steltenberg op landgoed Overvelde |
| Station aan de voormalige spoorlijn Deventer - Ommen. Het gebouw staat op Diepenveens grondgebied maar is bereikbaar via de Bevrijdingsweg (Olst)                                                                 | 1910                                         |                | Boxbergerweg 74                           | 52° 18' 53" NB, 6° 10' 57" OL | 0150/DEV01013 | Station aan de voormalige spoorlijn Deventer - Ommen. Het gebouw staat op Diepenveens grondgebied maar is bereikbaar via de Bevrijdingsweg (Olst)                                                                 |
| Villa Overbosch |                                              |                | Boxbergerweg 95                           | 52° 17' 43" NB, 6° 9' 36" OL  | 0150/         | Villa Overbosch |
| Villa |                                              |                | Boxbergerweg 99                           | 52° 17' 48" NB, 6° 9' 38" OL  | 0150/         | Villa |
| De Nieuwenkamp. Boerderij met landheerkamer en dwars op het hoofdgebouw staande stal. Kwam in 1884 in bezit van Van Coeverden, de eigenaar van langgoed Overvelde. Opgedeeld in twee woningen met twee bakhuisjes | 1845-1849                                    |                | Boxbergerweg 117-119                      | 52° 18' 29" NB, 6° 9' 46" OL  | 0150/DEV01005 | De Nieuwenkamp. Boerderij met landheerkamer en dwars op het hoofdgebouw staande stal. Kwam in 1884 in bezit van Van Coeverden, de eigenaar van langgoed Overvelde. Opgedeeld in twee woningen met twee bakhuisjes |
| Villa familie Ankersmit | 1914                                         | K.P.C.de Bazel | Dorpsstraat 41                            | 52° 17' 29" NB, 6° 8' 43" OL  | 0150/DEV01063 | Villa familie Ankersmit |
| Villa Oud Diepenveen |                                              |                | Dorpsstraat 48                            | 52° 17' 37" NB, 6° 8' 37" OL  | 0150/         | Villa Oud Diepenveen |
| Villa Groot Klooster | 1928                                         |                | Dorpsstraat 50                            | 52° 17' 41" NB, 6° 8' 39" OL  | 0150/DEV01065 | Villa Groot Klooster |
| Woning |                                              |                | Dorpsstraat 55-55a                        | 52° 17' 38" NB, 6° 8' 39" OL  | 0150/DEV01064 | Woning |
| Notenhof, woning |                                              |                | Dorpsstraat 55-55a                        | 52° 17' 38" NB, 6° 8' 39" OL  | 0150/DEV01064 | Notenhof, woning |
| Fokkert, woonboerderij en bakhuis |                                              |                | Golfweg 4                                 | 52° 18' 13" NB, 6° 8' 59" OL  | 0150/DEV01071 | Fokkert, woonboerderij en bakhuis |
| Gedeelte van woonboerderij Fokkert |                                              |                | Golfweg 4a                                | 52° 18' 13" NB, 6° 8' 59" OL  | 0150/DEV01071 | Gedeelte van woonboerderij Fokkert |
| Plein bij kerk met begraafplaats met nog 21 aanwezige grafzerken. Plein met wijde omgeving is aangewezen als beschermd dorpsgezicht                                                                               | begraafplaats: na 1578 en voor 1869          |                | Kerkplein                                 | 52° 17' 36" NB, 6° 8' 37" OL  | 0150/DEV01144 | Plein bij kerk met begraafplaats met nog 21 aanwezige grafzerken. Plein met wijde omgeving is aangewezen als beschermd dorpsgezicht                                                                               |
| Villa De Haast |                                              |                | Molenweg 5                                | 52° 17' 15" NB, 6° 8' 53" OL  | 0150/         | Villa De Haast |
| Villa Lariksenbos |                                              |                | Molenweg 10                               | 52° 17' 28" NB, 6° 8' 59" OL  | 0150/DEV01210 | Villa Lariksenbos |
| Woning |                                              |                | Molenweg 28                               | 52° 17' 40" NB, 6° 8' 57" OL  | 0150/DEV01211 | Woning |
| Familiebegraafplaats Cost Budde |                                              |                | Molenweg/Swedera van Runenweg ongenummerd | 52° 17' 42" NB, 6° 8' 53" OL  | 0150/DEV01212 | Familiebegraafplaats Cost Budde |
| Woonhuis en schuur |                                              |                | Olsterweg 8                               | 52° 17' 56" NB, 6° 8' 45" OL  | 0150/DEV01223 | Woonhuis en schuur |
| Villa Molenveld |                                              |                | Olsterweg 20                              | 52° 18' 3" NB, 6° 8' 38" OL   | 0150/         | Villa Molenveld |
| Vrijstaand woonhuis |                                              |                | Oranjelaan 92 A                           | 52° 17' 11" NB, 6° 8' 59" OL  | 0150/DEV01257 | Vrijstaand woonhuis |
| Entree Algemene Begraafplaats Deventer |                                              |                | Raalterweg 27                             | 52° 16' 28" NB, 6° 10' 40" OL | 0150/         | Entree Algemene Begraafplaats Deventer |
| Erve Kranenkamp, boerderij met aangebouwd koetshuis en houten veeschuur op stenen voet uit 1828 | gevelsteen 1831                              |                | Raalterweg 39                             | 52° 18' 19" NB, 6° 11' 36" OL | 0150/DEV01278 | Erve Kranenkamp, boerderij met aangebouwd koetshuis en houten veeschuur op stenen voet uit 1828 |
| Villa, voormalig jachthuis |                                              |                | Raalterweg 41                             | 52° 18' 20" NB, 6° 11' 33" OL | 0150/         | Villa, voormalig jachthuis |
| |                                              |                | Raalterweg 43                             | 52° 18' 21" NB, 6° 11' 33" OL | 0150/         | Upload foto |
| 't Overweg, boerderij met aanbouw en de oostelijk van de | 1675                                         |                | Raalterweg 49                             | 52° 18' 49" NB, 6° 12' 19" OL | 0150/DEV01279 | 't Overweg, boerderij met aanbouw en de oostelijk van de |
| Portierswoning in uitbundige eclectische stijl, behorende bij het inmiddels afgebroken in gelijke stijl opgetrokken landhuis Roobrug                                                                              | 1898                                         |                | Randerpad 2                               | 52° 17' 43" NB, 6° 7' 52" OL  | 0150/DEV01285 | Portierswoning in uitbundige eclectische stijl, behorende bij het inmiddels afgebroken in gelijke stijl opgetrokken landhuis Roobrug                                                                              |
| De Zedde. T-boerderij met schuur en octagonaal karnhuis | Eerste vermelding 1766, verplaatst in 1875   |                | Randerstraat 20                           | 52° 18' 0" NB, 6° 8' 4" OL    | 0150/DEV01286 | De Zedde. T-boerderij met schuur en octagonaal karnhuis |
| Villa De Dennen |                                              |                | Randerstraat 24                           | 52° 18' 17" NB, 6° 8' 30" OL  | 0150/DEV01287 | Villa De Dennen |
| Begraafplaats met poortgebouw | begraafplaats ca. 1870, poortgebouw ca. 1935 | Mensink        | Roeterdsweg 1                             | 52° 17' 25" NB, 6° 8' 45" OL  | 0150/         | Begraafplaats met poortgebouw |
| Loohuis, woonboerderij, boerenbedrijf tot 1994, met schuur, bakhuisje en open kapschuur met kippenhok. | Eerste vermelding 1572                       |                | Sallandsweg 8                             | 52° 17' 34" NB, 6° 7' 57" OL  | 0150/DEV01325 | Loohuis, woonboerderij, boerenbedrijf tot 1994, met schuur, bakhuisje en open kapschuur met kippenhok. |
| Portierswoning bij landhuis Nieuw Rande |                                              |                | Schapenzandweg 1                          | 52° 16' 59" NB, 6° 7' 42" OL  | 0150/         | Portierswoning bij landhuis Nieuw Rande |
| Bouwhuis behorende bij het afgebroken landhuis Smets Rande |                                              |                | Schapenzandweg 5B                         | 52° 17' 22" NB, 6° 7' 42" OL  | 0150/         | Bouwhuis behorende bij het afgebroken landhuis Smets Rande |
| Bijgebouw |                                              |                | Schildersstraat 12                        | 52° 17' 33" NB, 6° 8' 41" OL  | 0150/DEV01326 | Bijgebouw |
| Woonhuis |                                              |                | Schildersstraat 14                        | 52° 17' 33" NB, 6° 8' 41" OL  | 0150/DEV01326 | Woonhuis |
| De Kleverkamp, twee hooibergen midden op het erf van de boerderij |                                              |                | Wechelerweg 39                            | 52° 17' 0" NB, 6° 10' 28" OL  | 0150/DEV01380 | De Kleverkamp, twee hooibergen midden op het erf van de boerderij |

## Lettele
De plaats Lettele kent 17 gemeentelijke monumenten:
| Object                                                                                                  | Bouwjaar                               | Architect      | Locatie               | Coördinaten                   | Nr.           | Afbeelding                                                                                              |
| --- | -------------------------------------- | -------------- | --------------------- | ----------------------------- | ------------- | --- |
| |                                        |                | Bathmenseweg ong.     |                               | 0150/         | Upload foto                                                                                             |
| Kerk |                                        |                | Bathmenseweg 37       | 52° 16' 37" NB, 6° 16' 17" OL | 0150/DEV01002 | Kerk |
| Hauptman-Hakkemars, twee boerderijen op een erf. Woonboerderij, boerenbedrijf tot 1998                  | ca. 1832 en 1923                       |                | Bathmenseweg 48       | 52° 17' 37" NB, 6° 16' 17" OL | 0150/DEV01003 | Hauptman-Hakkemars, twee boerderijen op een erf. Woonboerderij, boerenbedrijf tot 1998                  |
| |                                        |                | Holterweg 129         | 52° 15' 40" NB, 6° 17' 20" OL | 0150/         | |
| Hazenkamp, boerderij met schuur door tussenlid met elkaar verbonden                                     | boerderijgedeelte is ca. 2000 herbouwd |                | Holterweg 134         | 52° 15' 57" NB, 6° 18' 48" OL | 0150/DEV01104 | Hazenkamp, boerderij met schuur door tussenlid met elkaar verbonden                                     |
| Wichink - Schotwillems, boerderij met karnhuis                                                          | herbouw 1961                           |                | Oerdijk 142           | 52° 16' 29" NB, 6° 16' 6" OL  | 0150/         | Wichink - Schotwillems, boerderij met karnhuis                                                          |
| Onderwijzerswoning                                                                                      | 1882                                   |                | Oerdijk 186           | 52° 16' 40" NB, 6° 16' 43" OL | 0150/DEV01221 | Onderwijzerswoning                                                                                      |
| Voormalige Gemeenteschool                                                                               | 1882                                   |                | Oerdijk 188           | 52° 16' 40" NB, 6° 16' 43" OL | 0150/DEV01221 | Voormalige Gemeenteschool                                                                               |
| Oostermaat, boerderij en schuur. Boerenbedrijf tot 1999                                                 | 1900 (boerderij) 1924 (schuur)         |                | Oostermaatsdijk 5     | 52° 16' 31" NB, 6° 17' 50" OL | 0150/DEV01254 | Oostermaat, boerderij en schuur. Boerenbedrijf tot 1999                                                 |
| Jachtopzienerswoning                                                                                    |                                        |                | Oostermaatsdijk 12    | 52° 16' 35" NB, 6° 17' 55" OL | 0150/DEV01255 | Jachtopzienerswoning                                                                                    |
| Jachthuis                                                                                               |                                        |                | Oostermaatsdijk 12A   | 52° 16' 35" NB, 6° 17' 56" OL | 0150/DEV01255 | Jachthuis                                                                                               |
| Boerderij en schuur, door tussenlid met elkaar verbonden                                                |                                        |                | Oostermaatsdijk 14    | 52° 16' 51" NB, 6° 18' 2" OL  | 0150/DEV01256 | Boerderij en schuur, door tussenlid met elkaar verbonden                                                |
| |                                        |                | Rensinksweg 1         | 52° 16' 5" NB, 6° 17' 40" OL  | 0150/         | |
| |                                        |                | Spanjaardsdijk 82     | 52° 17' 14" NB, 6° 13' 58" OL | 0150/DEV01339 | |
| Heihoeve, ontginningsboerderij gebouwd ten behoeve van psychiatrisch ziekenhuis Brinkgreven te Deventer | 1908                                   | J.D. Gantvoort | Spanjaardsdijk 86     | 52° 17' 19" NB, 6° 14' 28" OL | 0150/DEV01340 | Heihoeve, ontginningsboerderij gebouwd ten behoeve van psychiatrisch ziekenhuis Brinkgreven te Deventer |
| Molenromp in 2002 verbouwd tot woonhuis                                                                 | 1846                                   |                | Zandbelter Molenweg 2 | 52° 17' 13" NB, 6° 13' 59" OL | 0150/         | Molenromp in 2002 verbouwd tot woonhuis                                                                 |
| |                                        |                | Zandbelterweg 6       | 52° 17' 15" NB, 6° 14' 52" OL | 0150/         | |

## Okkenbroek
De plaats Okkenbroek kent 8 gemeentelijke monumenten:
| Object                                                             | Bouwjaar | Architect | Locatie         | Coördinaten                   | Nr.           | Afbeelding                                                         |
| ------------------------------------------------------------------ | -------- | --------- | --------------- | ----------------------------- | ------------- | ------------------------------------------------------------------ |
| Oosterhof, ontginningsboerderij met losstaande schuur              | 1924     |           | Oerdijk 127     | 52° 17' 44" NB, 6° 18' 45" OL | 0150/DEV01220 | Oosterhof, ontginningsboerderij met losstaande schuur              |
|                                                                    |          |           | Oerdijk 147     | 52° 17' 53" NB, 6° 19' 12" OL | 0150/         |                                                                    |
|                                                                    |          |           | Oerdijk 155     | 52° 17' 58" NB, 6° 19' 21" OL | 0150/         |                                                                    |
|                                                                    |          |           | Oerdijk 157     | 52° 17' 58" NB, 6° 19' 22" OL | 0150/         |                                                                    |
| Twee hooibergen op het erf van boerderij Brander (Van deze twee is |          |           | Oerdijk 192     | 52° 17' 19" NB, 6° 18' 21" OL | 0150/DEV01222 | Twee hooibergen op het erf van boerderij Brander (Van deze twee is |
|                                                                    |          |           | Oerdijk 232     | 52° 17' 56" NB, 6° 19' 21" OL | 0150/         |                                                                    |
|                                                                    |          |           | Oosterhuisweg 4 | 52° 17' 28" NB, 6° 19' 16" OL | 0150/         |                                                                    |
|                                                                    |          |           | Oosterhuisweg 7 | 52° 17' 16" NB, 6° 19' 2" OL  | 0150/         |                                                                    |

## Schalkhaar
De plaats Schalkhaar kent 28 gemeentelijke monumenten:
| Object                                                                                  | Bouwjaar                 | Architect    | Locatie                                       | Coördinaten                   | Nr.           | Afbeelding                                                                              |
| --------------------------------------------------------------------------------------- | ------------------------ | ------------ | --------------------------------------------- | ----------------------------- | ------------- | --------------------------------------------------------------------------------------- |
| Boerderij                                                                               |                          |              | Avergoorsedijk 10                             | 52° 17' 52" NB, 6° 12' 47" OL | 0150/DEV01001 | Boerderij                                                                               |
| Boerderij                                                                               |                          |              | Avergoorsedijk 2                              | 52° 17' 29" NB, 6° 12' 18" OL | 0150/DEV01000 | Boerderij                                                                               |
|                                                                                         |                          |              | Prins Bernardweg ong. (parkbank kon. Juliana) | 52° 16' 6" NB, 6° 11' 20" OL  | 0150/         |                                                                                         |
| Villa De Wiekel                                                                         |                          |              | Brabandsweg 3                                 | 52° 16' 3" NB, 6° 10' 48" OL  | 0150/         | Villa De Wiekel                                                                         |
| Villa                                                                                   |                          |              | Brabandsweg 4                                 | 52° 16' 3" NB, 6° 10' 50" OL  | 0150/         | Villa                                                                                   |
| Villa                                                                                   |                          |              | Brabandsweg 6                                 | 52° 16' 8" NB, 6° 10' 54" OL  | 0150/DEV01015 | Villa                                                                                   |
| Gerietdekte villa                                                                       |                          |              | Buddeweg 2                                    | 52° 16' 6" NB, 6° 10' 47" OL  | 0150/         | Gerietdekte villa                                                                       |
| Theehuis                                                                                |                          |              | De Ganzeboom 167                              | 52° 16' 15" NB, 6° 12' 13" OL | 0150/DEV01070 | Upload foto                                                                             |
| Hagenvoorde, boerderij van het hallehuistype met bakhuis, schuur en lage open kapschuur | na 1850                  |              | Hagenvoorderdijk 3                            | 52° 16' 18" NB, 6° 11' 6" OL  | 0150/DEV01075 | Hagenvoorde, boerderij van het hallehuistype met bakhuis, schuur en lage open kapschuur |
|                                                                                         |                          |              | Kanaaldijk Oost 24                            | 52° 17' 14" NB, 6° 13' 55" OL | 0150/DEV01142 |                                                                                         |
| Hooiberg niet ter plaatse aangetroffen                                                  |                          |              | Kappertsteeg bij 4                            | 52° 17' 60" NB, 6° 14' 25" OL | 0150/DEV01143 | Hooiberg niet ter plaatse aangetroffen                                                  |
| Gebouwd als gemeentehuis Diepenveen.                                                    |                          |              | Koningin Wilhelminalaan 13                    | 52° 16' 6" NB, 6° 11' 6" OL   | 0150/DEV01383 | Gebouwd als gemeentehuis Diepenveen.                                                    |
| Villa in gebruik als kantoor                                                            |                          |              | Koningin Wilhelminalaan 22                    | 52° 16' 4" NB, 6° 11' 24" OL  | 0150/         | Villa in gebruik als kantoor                                                            |
| Voormalig clubhuis van tennisclub Noury & Van der Lande met tennisbaan                  |                          |              | Koningin Wilhelminalaan 4                     | 52° 16' 4" NB, 6° 11' 1" OL   | 0150/DEV01384 | Meer afbeeldingen                                                                       |
| Villa met koetshuis                                                                     |                          |              | Koningin Wilhelminalaan 50                    | 52° 16' 15" NB, 6° 11' 53" OL | 0150/DEV01385 | Villa met koetshuis                                                                     |
| Midlijk, boerderij en westelijk hiervan gesitueerde schuur                              |                          |              | Midlijkerdijk 1                               | 52° 18' 39" NB, 6° 13' 7" OL  | 0150/DEV01208 | Midlijk, boerderij en westelijk hiervan gesitueerde schuur                              |
| Villa                                                                                   |                          |              | Oosterwechelsweg 4                            | 52° 16' 4" NB, 6° 10' 47" OL  | 0150/         | Villa                                                                                   |
| Gerietdekte villa                                                                       |                          |              | Parksingel 2                                  | 52° 16' 3" NB, 6° 10' 53" OL  | 0150/         | Gerietdekte villa                                                                       |
|                                                                                         |                          |              | Pastoorsdijk 1a                               | 52° 16' 4" NB, 6° 11' 31" OL  | 0150/DEV01258 |                                                                                         |
| Oude Bouwhuis, voormalig koetshuis bij Huis Frieswijk                                   | 1841                     |              | Raalterweg 14                                 | 52° 17' 29" NB, 6° 11' 45" OL | 0150/DEV01280 | Oude Bouwhuis, voormalig koetshuis bij Huis Frieswijk                                   |
| Nieuw Overweg, boerenbedrijf tot 1998                                                   | 1867, herbouwd in 1947   |              | Raalterweg 18                                 | 52° 17' 51" NB, 6° 11' 58" OL | 0150/DEV01281 | Nieuw Overweg, boerenbedrijf tot 1998                                                   |
| Groot Meilink, boerderij met naastgelegen schuur en karnhuis                            | onbekend (vaak verbouwd) |              | Raalterweg 24                                 | 52° 18' 49" NB, 6° 12' 30" OL | 0150/DEV01282 | Groot Meilink, boerderij met naastgelegen schuur en karnhuis                            |
| Gerietdekte villa                                                                       |                          |              | Schalkweg 2                                   | 52° 16' 3" NB, 6° 10' 58" OL  | 0150/         | Gerietdekte villa                                                                       |
| Klein Velde, boerderij van het zogenoemde krimp-type                                    | 1929                     | M. van Harte | Spanjaardsdijk 51                             | 52° 16' 57" NB, 6° 12' 48" OL | 0150/DEV01337 | Klein Velde, boerderij van het zogenoemde krimp-type                                    |
| Villa Vosmanshuys                                                                       | 1936                     | A. Vosman    | Spanjaardsdijk 57                             | 52° 17' 14" NB, 6° 13' 35" OL | 0150/DEV01338 | Villa Vosmanshuys                                                                       |
| Zandbeltbrug over het Overijsselskanaal                                                 |                          |              | Spanjaardsdijk bij Zandbelt                   | 52° 17' 18" NB, 6° 13' 57" OL | 0150/DEV01341 | Meer afbeeldingen                                                                       |
| Sint-Nicolaaskerk                                                                       | 1895                     |              | Timmermansweg 34                              | 52° 16' 5" NB, 6° 11' 42" OL  | 0150/DEV01201 | Meer afbeeldingen                                                                       |
|                                                                                         |                          |              | Timmermansweg bij 34                          | 52° 16' 4" NB, 6° 11' 47" OL  | 0150/DEV01202 |                                                                                         |
|                                                                                         |                          |              | Timmermansweg bij 34                          | 52° 16' 8" NB, 6° 11' 47" OL  | 0150/DEV01203 |                                                                                         |

Almelo ·
Borne ·
Dalfsen ·
Dinkelland ·
Deventer ·
Enschede ·
Haaksbergen ·
Hardenberg ·
Hellendoorn ·
Hengelo ·
Hof van Twente ·
Kampen ·
Losser ·
Oldenzaal ·
Olst-Wijhe ·
Ommen ·
Raalte ·
Rijssen-Holten ·
Staphorst ·
Steenwijkerland ·
Twenterand ·
Wierden ·
Zwartewaterland ·
Zwolle